# Campionati italiani invernali di nuoto 2015
I XVIII Campionati italiani invernali di nuoto si sono svolti a Riccione il 18 ed il 19 dicembre 2015. È stata utilizzata la vasca da 50 metri.
Le gare sono state disputate in serie.

## Podi

### Uomini
| Evento               | Oro                                                                                               | Tempo                             | Argento                                                                                          | Tempo                             | Bronzo                                                                                 | Tempo                             |
| Stile libero         |                                                                                                   |                                   |                                                                                                  |                                   |                                                                                        |                                   |
| 50 m                 | Luca Dotto                                                                                        | 22"26                             | Federico Bocchia                                                                                 | 22"39                             | Norbert Trandafir                                                                      | 22"54                             |
| 100 m                | Luca Dotto                                                                                        | 48"34                             | Filippo Magnini                                                                                  | 48"85                             | Michele Santucci                                                                       | 49"41                             |
| 200 m                | Gabriele Detti                                                                                    | 1'48"76                           | Alex Di Giorgio                                                                                  | 1'48"95                           | Filippo Magnini                                                                        | 1'49"42                           |
| 400 m                | Gabriele Detti                                                                                    | 3'46"46                           | Damien Joly                                                                                      | 3'50"70                           | Alex Di Giorgio                                                                        | 3'52"01                           |
| 800 m                | Gabriele Detti                                                                                    | 7'49"91                           | Damien Joly                                                                                      | 7'53"17                           | Federico Vanelli                                                                       | 8'00"13                           |
| 1500 m               | Gabriele Detti                                                                                    | 14'53"93                          | Damien Joly                                                                                      | 14'56"13                          | Simone Ruffini                                                                         | 15'17"65                          |
| Dorso                |                                                                                                   |                                   |                                                                                                  |                                   |                                                                                        |                                   |
| 50 m                 | Simone Sabbioni                                                                                   | 25"17                             | Niccolò Bonacchi                                                                                 | 25"59                             | Matteo Milli                                                                           | 25"81                             |
| 100 m                | Simone Sabbioni                                                                                   | 53"37                             | Christopher Ciccarese                                                                            | 54"85                             | Matteo Milli                                                                           | 55"19                             |
| 200 m                | Luca Mencarini                                                                                    | 1'58"06                           | Christopher Ciccarese                                                                            | 1'59"79                           | Simone Sabbioni                                                                        | 1'59"99                           |
| Rana                 |                                                                                                   |                                   |                                                                                                  |                                   |                                                                                        |                                   |
| 50 m                 | Vladislav Mustafin                                                                                | 27"81                             | Fabio Scozzoli                                                                                   | 27"89                             | Andrea Toniato                                                                         | 27"90                             |
| 100 m                | Vladislav Mustafin                                                                                | 1'00"95                           | Andrea Toniato                                                                                   | 1'01"35                           | Fabio Scozzoli                                                                         | 1'01"41                           |
| 200 m                | Flavio Bizzarri                                                                                   | 2'10"64                           | Luca Pizzini                                                                                     | 2'11"34                           | Claudio Fossi                                                                          | 2'13"97                           |
| Farfalla             |                                                                                                   |                                   |                                                                                                  |                                   |                                                                                        |                                   |
| 50 m                 | Piero Codia                                                                                       | 23"55                             | Matteo Rivolta                                                                                   | 24"00                             | Luca Dotto                                                                             | 24"25                             |
| 100 m                | Piero Codia                                                                                       | 51"95                             | Andreas Vazaios                                                                                  | 53"57                             | Daniele D'Angelo                                                                       | 53"62                             |
| 200 m                | Carlos Peralta Gallego                                                                            | 1'56"80                           | Francesco Pavone                                                                                 | 1'57"39                           | Jordan Coelho                                                                          | 1'57"57                           |
| Misti                |                                                                                                   |                                   |                                                                                                  |                                   |                                                                                        |                                   |
| 200 m                | Federico Turrini                                                                                  | 2'01"11                           | Luca Angelo Dioli                                                                                | 2'01"26                           | Andreas Vazaios                                                                        | 2'01"42                           |
| 400 m                | Federico Turrini                                                                                  | 4'17"24                           | Luca Marin                                                                                       | 4'21"37                           | Giorgio Gaetani                                                                        | 4'22"42                           |
| Staffette            |                                                                                                   |                                   |                                                                                                  |                                   |                                                                                        |                                   |
| 4x100 m stile libero | Circolo Canottieri Aniene Lorenzo Benatti Filippo Magnini Jonathan Boffa Alex Di Giorgio          | 3'17"72 50"57 48"77 49"09 49"29   | Gruppo Sportivo Fiamme Oro Roma Marco Orsi Luca Leonardi Stefano Mauro Pizzamiglio Lucio Spadaro | 3'18"04 48"94 48"84 50"60 49"66   | Romania Marius Radu Daniel Macovei Robert-Andrei Glinta Norbert Trandafir              | 3'18"33 49"44 49"59 49"47 49"83   |
| 4x100 m misti        | Gruppo Sportivo Fiamme Oro Roma Christopher Ciccarese Edoardo Giorgetti Matteo Rivolta Marco Orsi | 3'36"30 54"94 1'01"60 51"29 48"47 | Gruppo Sportivo Forestale Matteo Giordano Flavio Bizzarri Luca Angelo Dioli Luca Dotto           | 3'39"59 56"48 1'01"03 54"10 47"98 | Gruppo Nuoto Fiamme Gialle Fabio Laugeni Andrea Toniato Giacomo Carini Gianluca Maglia | 3'40"08 55"74 1'01"20 53"77 49"37 |

### Donne
| Evento               | Oro                                                                                               | Tempo                               | Argento                                                                                      | Tempo                                 | Bronzo                                                                                          | Tempo                               |
| Stile libero         |                                                                                                   |                                     |                                                                                              |                                       |                                                                                                 |                                     |
| 50 m                 | Silvia Di Pietro                                                                                  | 25"24                               | Erika Ferraioli                                                                              | 25"45                                 | Giorgia Biondani                                                                                | 25'53                               |
| 100 m                | Silvia Di Pietro                                                                                  | 54"52                               | Erika Ferraioli                                                                              | 54"96                                 | Paola Biagioli                                                                                  | 55'50                               |
| 200 m                | Federica Pellegrini                                                                               | 1'56"26                             | Alice Mizzau                                                                                 | 1'59"18                               | Chiara Masini Luccetti                                                                          | 1'59"96                             |
| 400 m                | Erica Musso                                                                                       | 4'11"56                             | Martina De Memme                                                                             | 4'12"55                               | Martina Rita Caramignoli                                                                        | 4'13"99                             |
| 800 m                | Martina Rita Caramignoli                                                                          | 8'31"94                             | Simona Quadarella                                                                            | 8'32"32                               | Martina De Memme                                                                                | 8'32"67                             |
| 1500 m               | Martina Rita Caramignoli                                                                          | 16'16"40                            | Simona Quadarella                                                                            | 16'25"72                              | Giulia Gabbrielleschi                                                                           | 16'27"49                            |
| Dorso                |                                                                                                   |                                     |                                                                                              |                                       |                                                                                                 |                                     |
| 50 m                 | Arianna Barbieri                                                                                  | 28"43                               | Silvia Scalia                                                                                | 28"60                                 | Elena Gemo                                                                                      | 28"70                               |
| 100 m                | Silvia Scalia                                                                                     | 1'00"54                             | Margherita Panziera                                                                          | 1'01"36                               | Carlotta Zofkova                                                                                | 1'01"39                             |
| 200 m                | Margherita Panziera                                                                               | 2'09"73                             | Silvia Scalia                                                                                | 2'13"25                               | Carlotta Zofkova                                                                                | 2'13"48                             |
| Rana                 |                                                                                                   |                                     |                                                                                              |                                       |                                                                                                 |                                     |
| 50 m                 | Martina Carraro                                                                                   | 31"06                               | Arianna Castiglioni                                                                          | 31"45                                 | Michela Guzzetti                                                                                | 31"96                               |
| 100 m                | Martina Carraro                                                                                   | 1'07"55                             | Arianna Castiglioni                                                                          | 1'08"09                               | Ilaria Scarcella                                                                                | 1'08"86                             |
| 200 m                | Francesca Fangio                                                                                  | 2'28"85                             | Elisa Celli                                                                                  | 2'29"21                               | Martina Carraro                                                                                 | 2'29"90                             |
| Farfalla             |                                                                                                   |                                     |                                                                                              |                                       |                                                                                                 |                                     |
| 50 m                 | Silvia Di Pietro                                                                                  | 26"33                               | Elena Gemo                                                                                   | 26"52                                 | Ilaria Bianchi                                                                                  | 27"37                               |
| 100 m                | Ilaria Bianchi                                                                                    | 57"80                               | Silvia Di Pietro                                                                             | 58"72                                 | Elena Di Liddo                                                                                  | 59"81                               |
| 200 m                | Stefania Pirozzi                                                                                  | 2'09"17                             | Alessia Polieri                                                                              | 2'09"89                               | Francesca Stoppa                                                                                | 2'11"90                             |
| Misti                |                                                                                                   |                                     |                                                                                              |                                       |                                                                                                 |                                     |
| 200 m                | Luisa Trombetti                                                                                   | 2'14"35                             | Carlotta Toni                                                                                | 2'14"52                               | Sara Franceschi                                                                                 | 2'15"50                             |
| 400 m                | Carlotta Toni                                                                                     | 4'43"46                             | Luisa Trombetti                                                                              | 4'44"51                               | Susanna Negri                                                                                   | 4'47"71                             |
| Staffette            |                                                                                                   |                                     |                                                                                              |                                       |                                                                                                 |                                     |
| 4x100 m stile libero | Circolo Canottieri Aniene Miriana Durante Elena Di Liddo Federica Pellegrini Margherita Panziera  | 3'42"64 56"47 57"46 53"15 55"56     | Centro Sportivo Esercito Laura Letrari Alice Nesti Giorgia Biondani Erika Ferraioli          | 3'43"03 56"00 57"05 55"94 54"04       | Gruppo Sportivo Forestale Silvia Di Pietro Elena Gemo Carlotta Zofkova Chiara Masini Luccetti   | 3'46"19 54"96 56"60 58"63 56"00     |
| 4x100 m misti        | Circolo Canottieri Aniene Margherita Panziera Ilaria Scarcella Elena Di Liddo Federica Pellegrini | 4'04"86 1'01"82 1'09"35 59"90 53"79 | Gruppo Nuoto Fiamme Gialle Arianna Barbieri Arianna Castiglioni Alessia Polieri Alice Mizzau | 4'07"41 1'02"10 1'08"40 1'00"79 56"12 | Gruppo Sportivo Forestale Elena Gemo Giulia De Ascentis Silvia Di Pietro Chiara Masini Luccetti | 4'07"84 1'02"07 1'10"87 59"12 55"78 |